# Urgleptes bivittatus
Urgleptes bivittatus är en skalbaggsart som beskrevs av Gilmour 1961. Urgleptes bivittatus ingår i släktet Urgleptes och familjen långhorningar. Inga underarter finns listade i Catalogue of Life.